# Distretto di Et
Il distretto di Et è uno degli otto distretti (mueang) della provincia di Houaphan, nel Laos. Ha come capoluogo la città di Et.